# Французский бульвар (Одесса)
Французский бульвар — бульвар в Одессе. Проходит, примерно следуя береговой линии, от Итальянского бульвара (как продолжение улицы Леонтовича) до улицы Гагаринское плато.

## История
Французским бульваром был назван в 1902 году в честь визита российского императора Николая II во Францию.
На плане города 1814 года нынешний Французский бульвар указан как Хуторская дорога. После начала освоения приморских артезианских вод эта улица стала называться Малофонтанскою дорогой (по местности Малый Фонтан), затем —
Малоаркадиевскою дорогой (по местности Аркадия). Долгое время дорога была необустроенной грунтовой, не пропорционально сужаясь и расширяясь. В первой половине XIX века эта местность, как ближайший пригород стала застраиваться особняками состоятельных жителей Одессы. Так в разное время здесь жили владелец «Кафе Фанкони» Ф. К. Скведер, владелец авиазавода Артур Анатра, владелец местных бань С. Исакович, мэр Григорий Маразли, купец Феодор Родоканаки, крупный землевладелец барон Михаил Рено и другие. Здесь строили знаменитые одесские архитекторы Адольф Минкус, Николай Толвинский, Фёдор Троупянский. На даче Маразли (современная территория санатория им. Чкалова) бывал Пушкин.
В 1820 году французский ботаник Карл Десмет основал здесь Ботанический сад. Кроме разведения экзотических растений в саду устраивались балы, народные гуляния, скачки, игры в теннис, в начале 1830-х годов местные жители наблюдали здесь запуск воздушного шара. 
На месте современного Института глазных болезней и тканевой терапии имени В. Филатова в то же время было футбольное поле местного «Спортинг-клуба», команда которого выступала тогда в Одесской футбольной лиге и в которой блистал Григорий Богемский.
Во второй половине XIX века местность постепенно стали занимать производственные предприятия. Так в 1870-х годах на улице находился кирпичный завод, принадлежавший местным предпринимателям Ефрусси, Рабиновичу и Тработти. Именно в честь него нынешний переулок Каркашадзе носил название Кирпичный. Кроме того, существовали «Гамбургская паровая фабрика свинцовых белил, сухих и твердых на масле красок» Берга, писчебумажная фабрика Питансье, мебельная и паркетная фабрика Марклинга, завод сухой горчицы Миллера, завод газированной и фруктовой воды Старца, химический завод, принадлежавший фирме «Лангрен и Ко», Общество химических продуктов и т. д..
Реконструкция улицы была проведена во второй половине 1890-х годов по проекту городского инженера Василия Ивановича Зуева — построены тротуары и мостовая с гудронным покрытием, заложено полотно для электрического трамвая, которым планировалось изменить конку (одна из первых трамвайных линий, действительно, прошла здесь). Было проведено спрямление улицы, при этом некоторые из местных землевладельцев (Ф. К. Скведер, С. Исакович) охотно передали часть своих участков на общегородские нужды (Меринг за 100 рублей перенес забор своей дачи на линию проекта расширения дороги), некоторые как, например, Григорий Маразли, отказались это сделать. В ряде случаев пришлось обращаться за помощью в Петербург, некоторым землевладельцам, например, Маразли, пошли навстречу, поэтому улица до сих пор имеет несколько поворотов.
В 1907 году фотограф Мирон Осипович Гроссман на дачном участке своего брата (Французский бульваре, 16) создал частное киноателье «Мирограф». В 1918 году на участке № 33 на бульваре своё здание построил один из крупнейших кинофабрикантов, харьковчанин Дмитрий Харитонов, им планировались съёмки фильмов с участием Веры Холодной, работавшей в его бригаде. Так начинала создаваться Одесская киностудия.
В советское время частные владения были национализированы, во многих из них были устроены санатории и дома отдыха (санатории «Аркадия», «Украина», «Россия», имени Чкалова и другие). В 1920 году бульвар был переименован в Пролетарский.
В 1938 году на бульваре был открыт Институт экспериментальной офтальмологии (ныне — Институт глазных болезней и тканевой терапии имени В. П. Филатова Национальной академии медицинских наук Украины).
На бульваре сохранился, во многом благодаря заботе основателя Института офтальмологии — Владимира Филатова, Храм Святых мучеников Адриана и Наталии.
В 1990 году название Французский было бульвару возвращено.

## Достопримечательности

Памятник Высоцкому перед Одесской киностудией

Памятник Высоцкому перед Одесской киностудией.

## Застройка
11б — Доходный дом Рабиновича

15 — Особняк Рено 

17а — Особняк Ждановой

17 — Мавританская арка

19 — Особняк Котляревского

21 — Особняк Барбариго

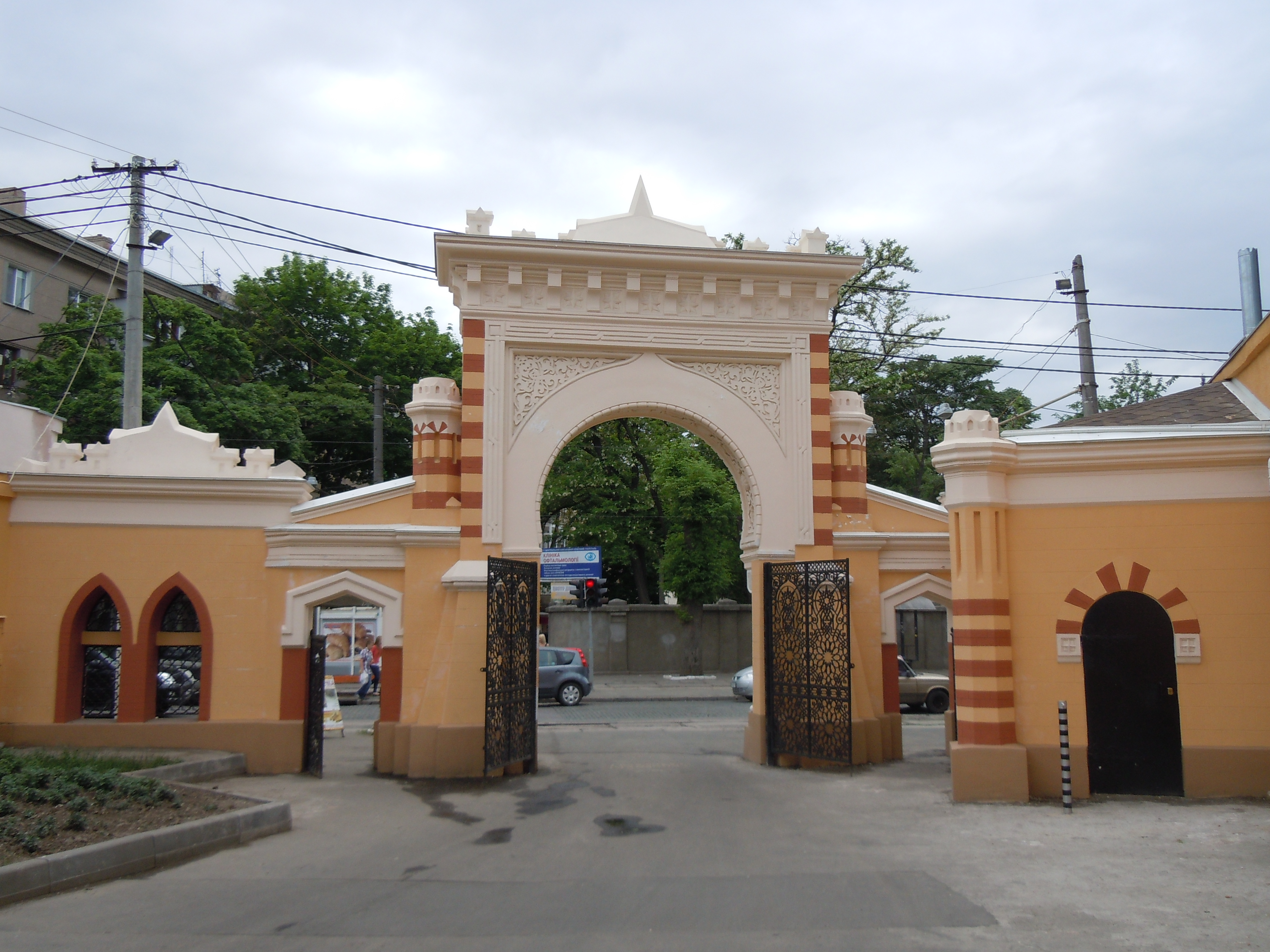
Мавританская арка

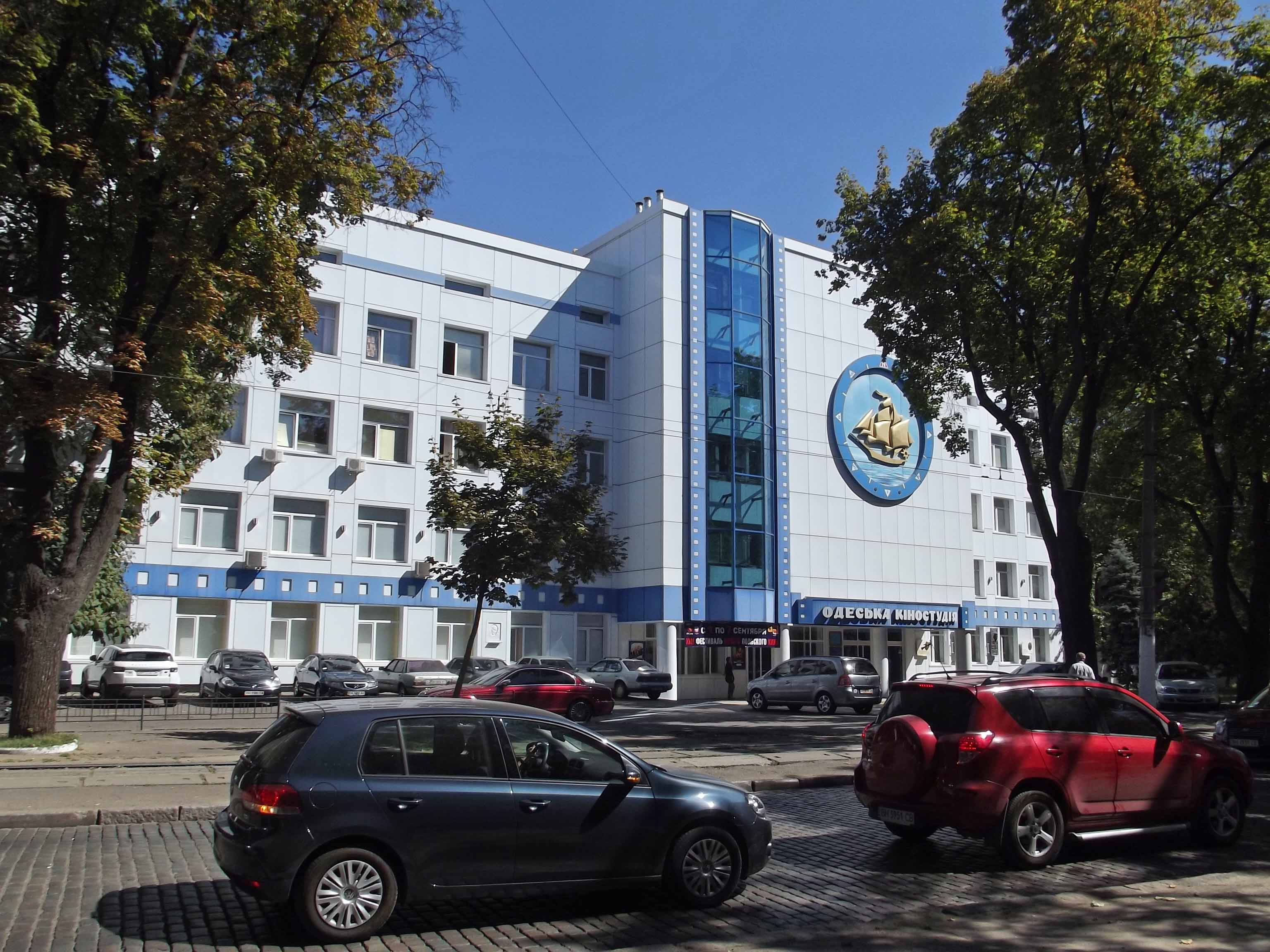
Одесская киностудия

24/26 — Одесский национальный университет имени И. И. Мечникова (юрфак, филфак)

25 — Дача Кундерт

26 — Корпус санатория 

27 — Стадион «Динамо»

28 — Дача В. А. Анатра 

30 — Дача Л. Г. Мищенко 

32 — Бывший корпус товарищества «Henry Rederer» 

33 — Музей киностудии

33 — Одесская киностудия

36 — Главный корпус Одесского завода шампанских вин

37 — дача Макареско, арх. В. И. Шмидт, 1902

40 — Санаторий «Аркадия»

42 — Дача Маврокордато 

44 — Бывшее здание школы слепых

46 — Церковь Св. мучеников Адриана и Наталии

48 — Дача Мартыновой 

49 — Дача Исаковича

49/51 — Институт глазных болезней и тканевой терапии имени В. П. Филатова НАМН Украины

50 — Дача Бруна 

52 — Санаторий «Одесса» (бывш. им. Дзержинского)

52 — Дача Фредерикс-Маразли

54 — Санаторий «Украина»

59 — Санаторий «Белая акация»

60 — Санаторий «Россия»

63/65 — Санаторий «Магнолия»

69 — Дача Сигала 

71 — Дача Санца

85 — Дача Гершенкоп 

85 — Санаторий им. Чкалова

85/1 — Пансионат «Зелёный Берег»

85 — Бывший особняк Рапопорта 

87 — Ботанический сад Одесского Национального Университета имени И. И. Мечникова

89 — Дача Г. И. Шехтера

## Галерея

### Виллы

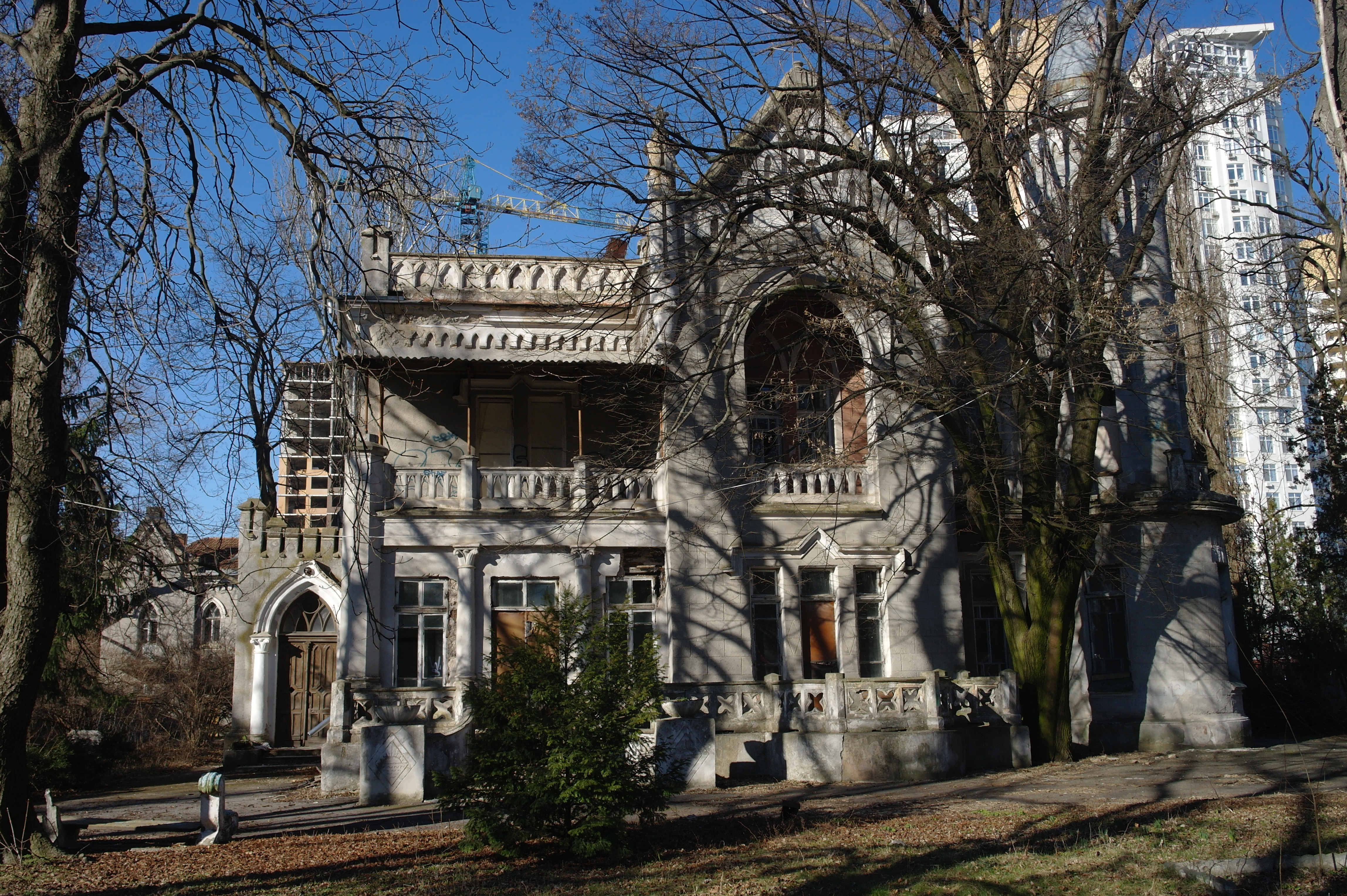
Вилла Анатра
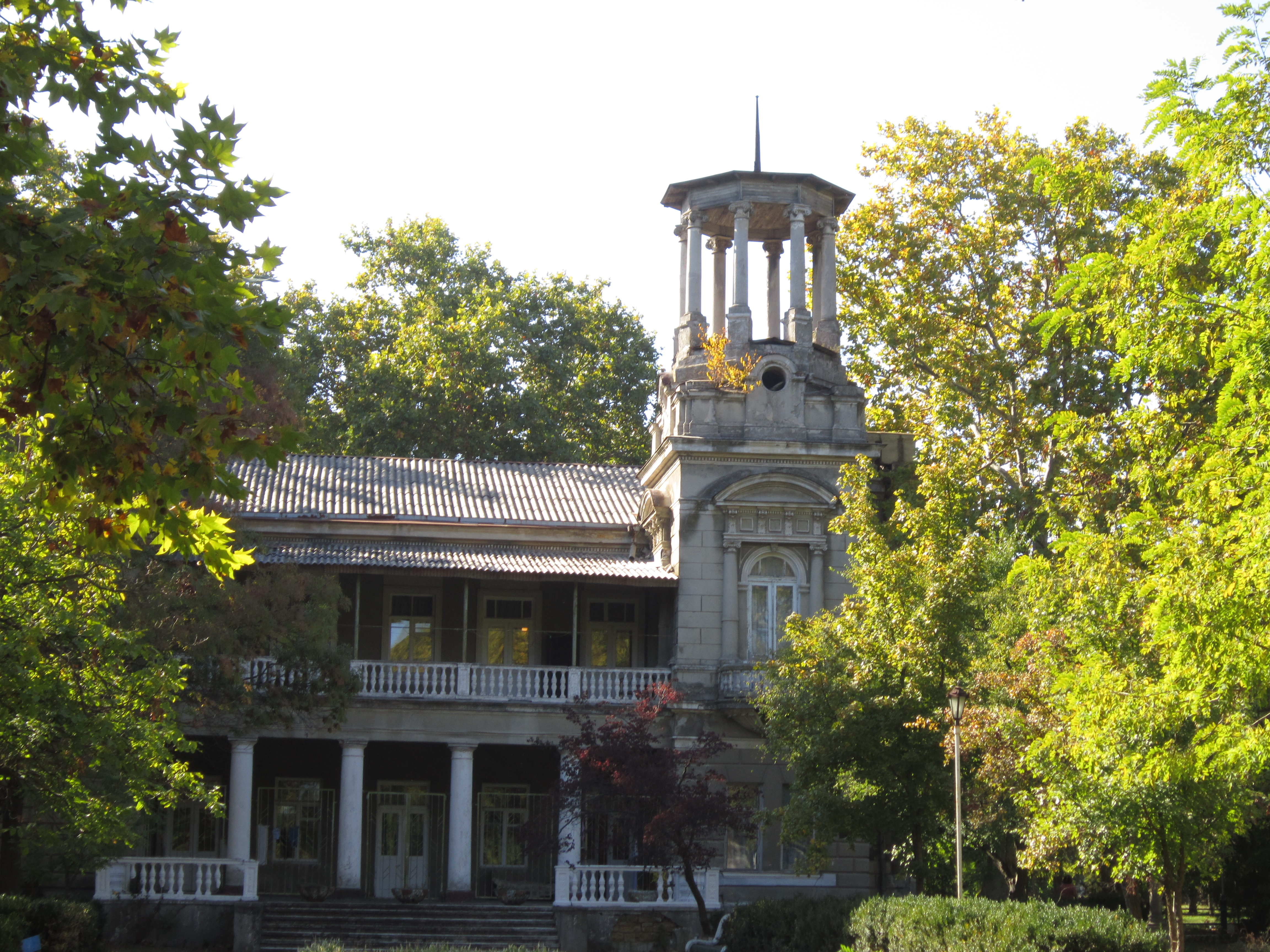
Вилла Маврокордато
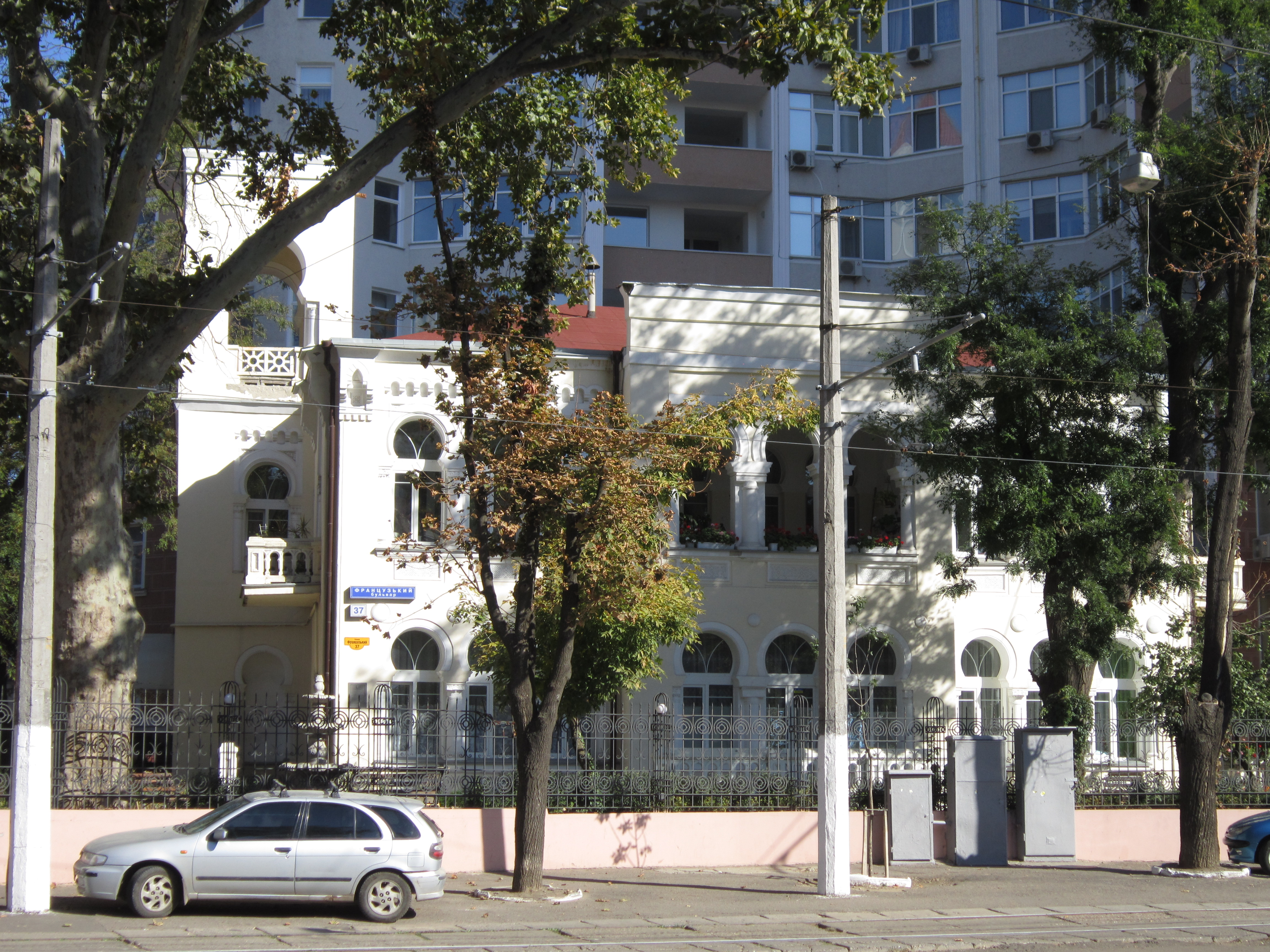
Вилла Макареско
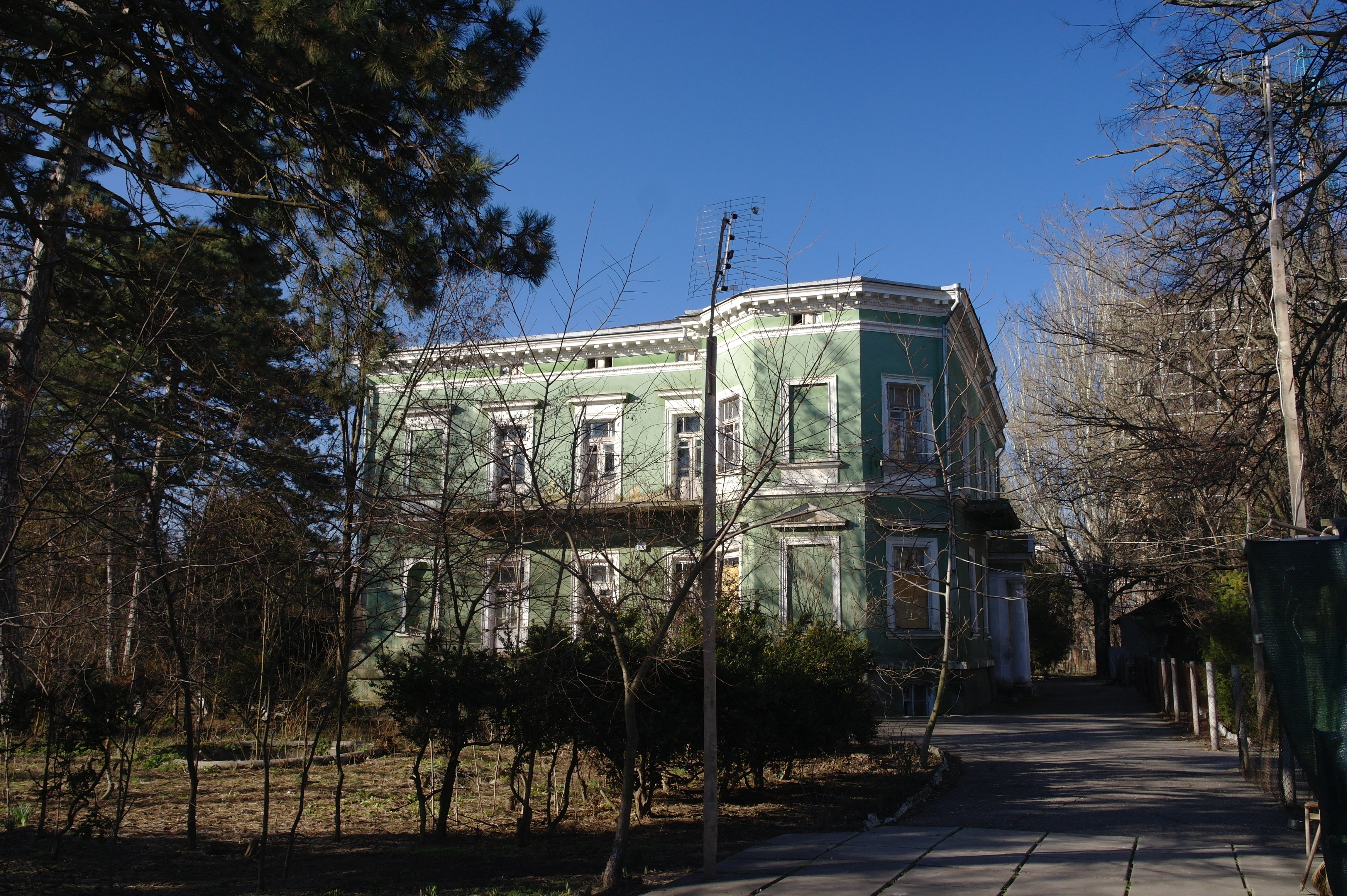
Вилла Мищенко
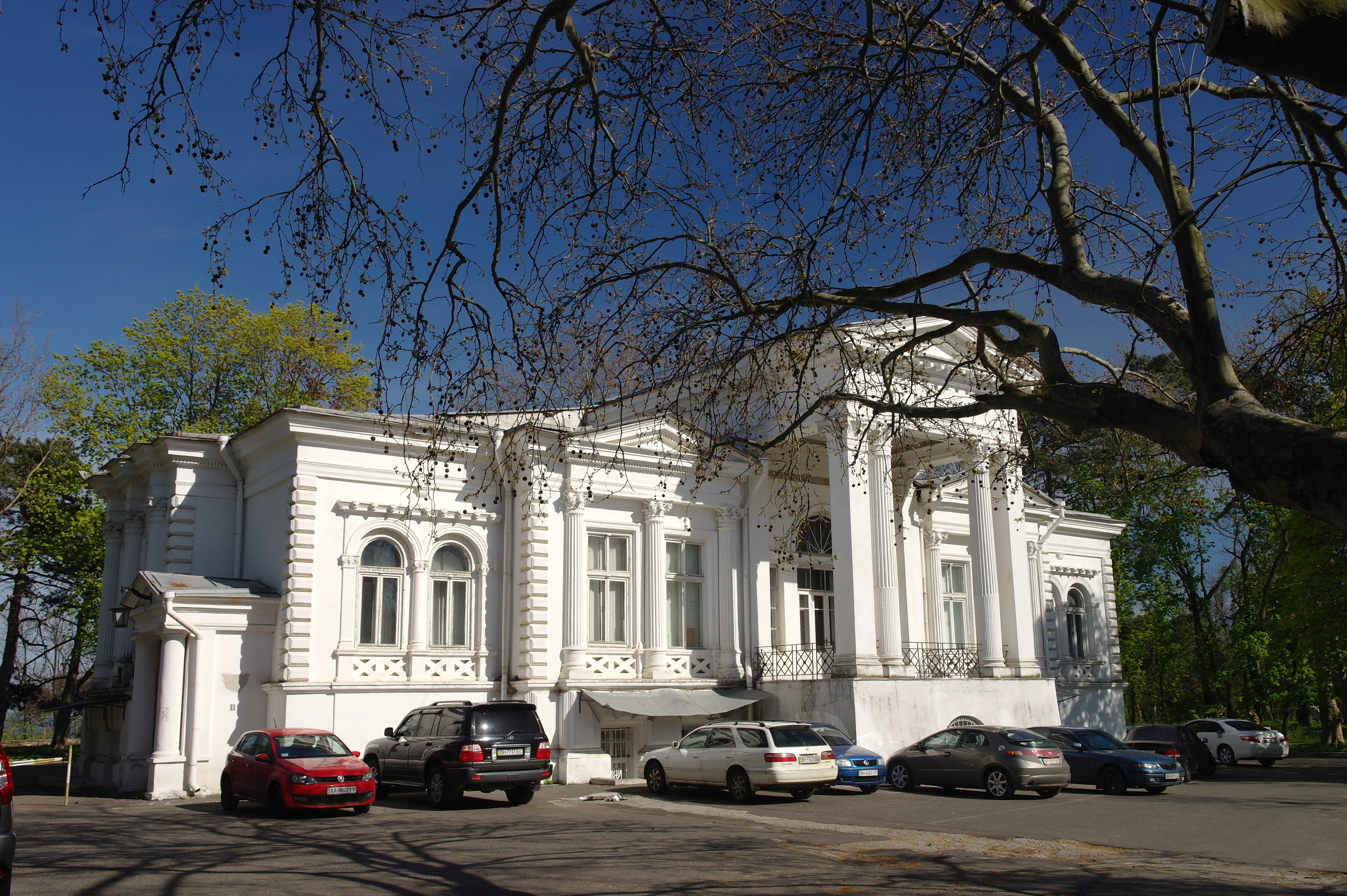
Вилла Маразли
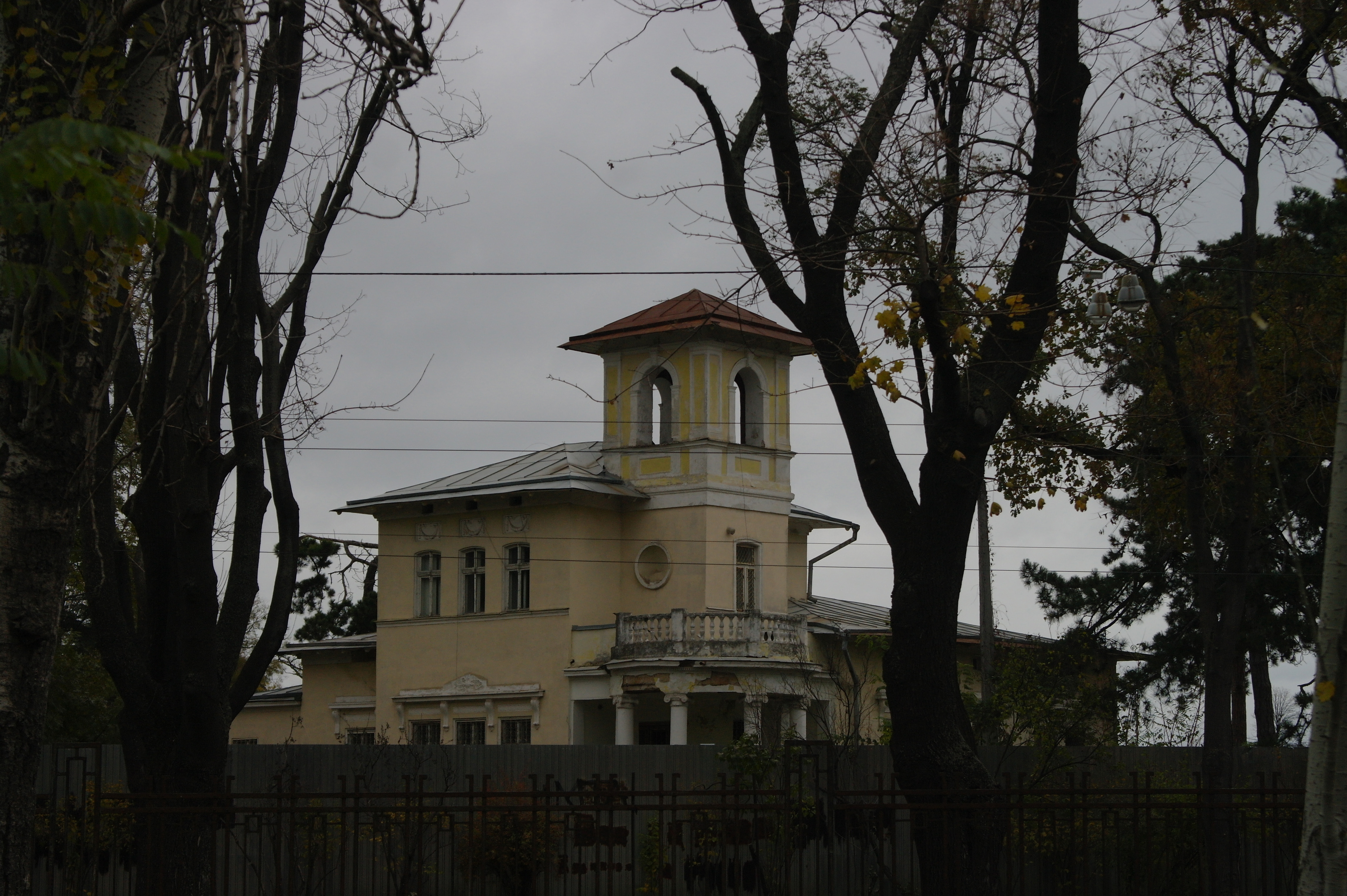
Дача Санца

### Санатории

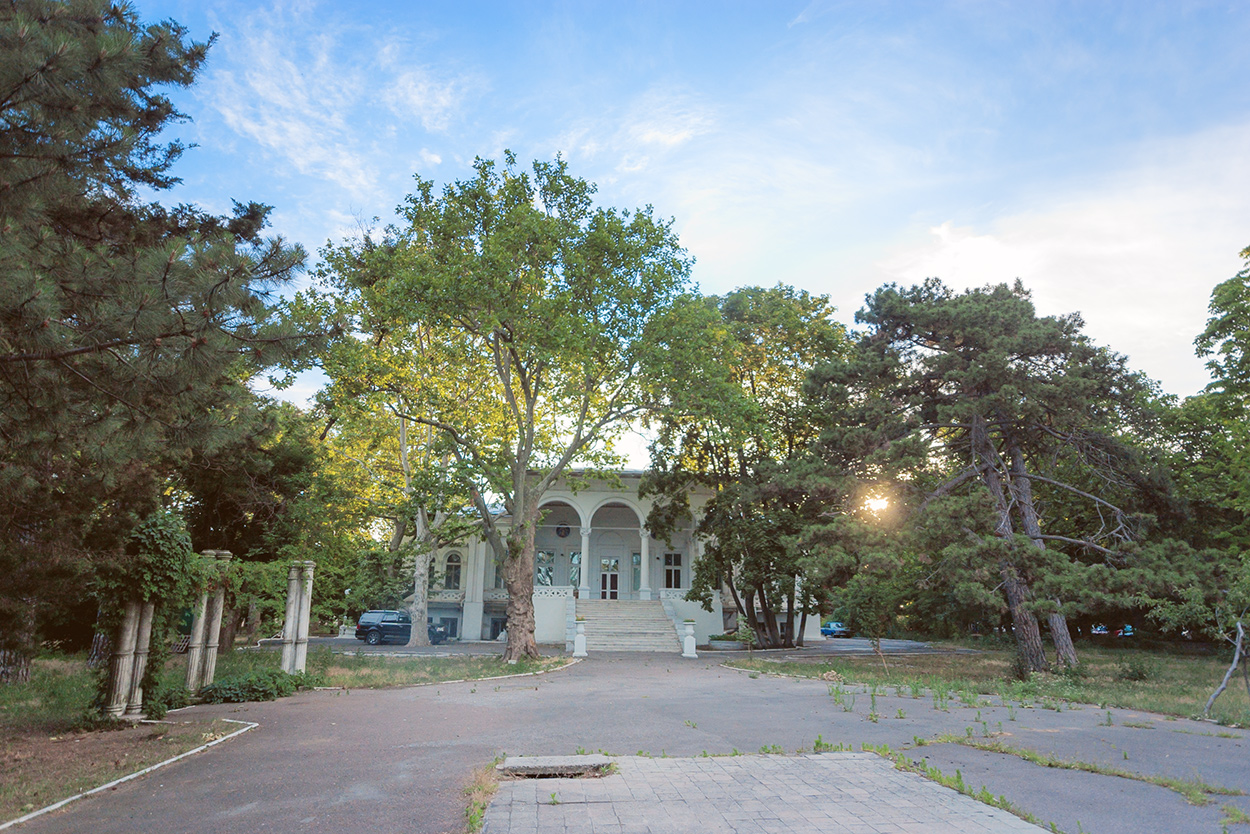
имени Чкалова
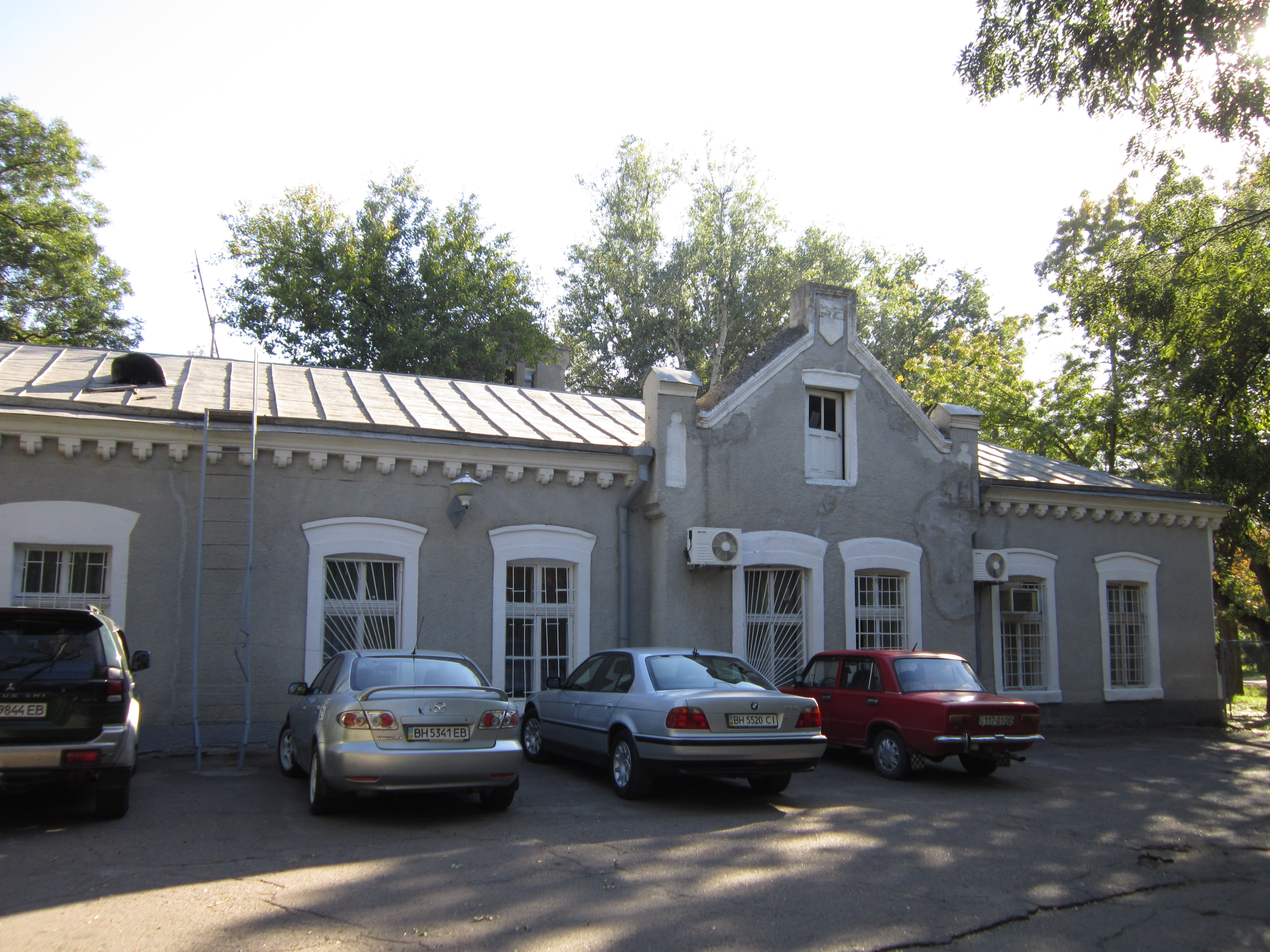
имени Дзержинского
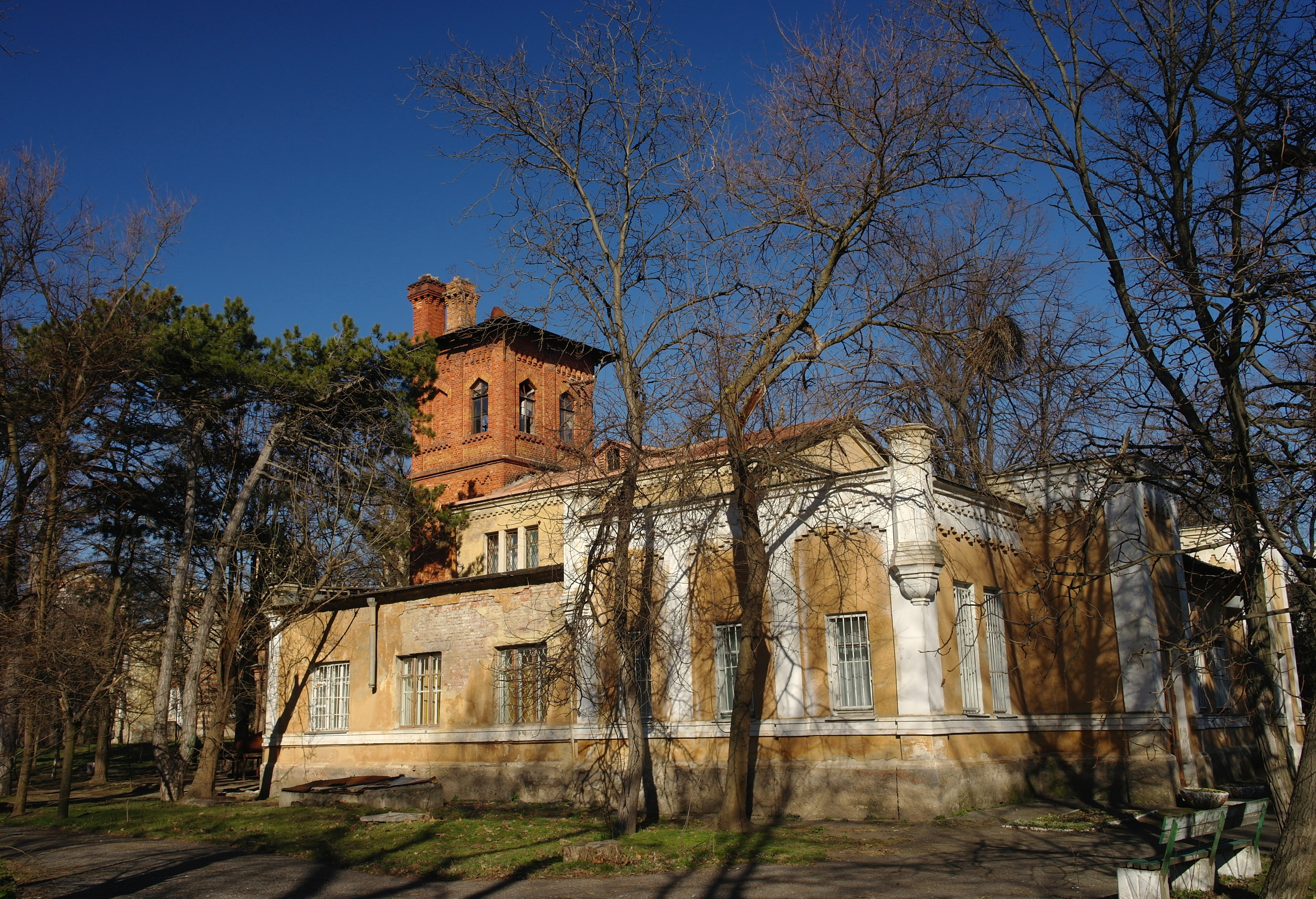
Аркадия

## Бульвар в искусстве
- Очень известен благодаря песне «Шаланды, полные кефали» из кинофильма «Два бойца»[5]

...
Фонтан черёмухой покрылся
Бульвар Французский весь в цвету
«Наш Костя кажется влюбился,» -
Кричали грузчики в порту...
- В сериале «Солдаты» главный герой Олег Николаевич Шматко упоминает бульвар в разговоре со своим командиром.